# In the Valley of Elah
In the Valley of Elah is een Amerikaanse thriller/dramafilm uit 2007 onder regie van Paul Haggis. Hij won er de SIGNIS Award voor op het Filmfestival Venetië, terwijl hoofdrolspeler Tommy Lee Jones genomineerd werd voor een Academy Award. De film is gebaseerd op het waargebeurde verhaal van soldaat Richard Davis, die na de Irakoorlog verdween, waarna zijn vader naar hem op zoek ging.

## Verhaal
Oud-agent van de militaire politie Hank Deerfield (Tommy Lee Jones) wordt op een dag gebeld door het Amerikaanse leger. Zijn zoon Mike (Jonathan Tucker) is enkele dagen geleden met de krijgsmacht van de Verenigde Staten teruggekeerd uit de Irakoorlog en sindsdien spoorloos. Het leger wil weten of Deerfield wat weet, alleen hoort die voor het eerst dat zijn zoon sowieso terug is.
Deerfield is niet van plan rustig af te wachten of iemand zijn zoon kan vinden. Hij licht zijn vrouw Joan (Susan Sarandon) in dat hij een tijdje weg gaat om zelf op zoek te gaan, maar haar op de hoogte te houden. Omdat hij zelf een burger is en daarom niet alle deuren voor hem open gaan, zet hij rechercheur Emily Sanders (Charlize Theron) op het spoor van de dingen die hij vindt. Enkele dagen later wordt het dode lichaam van Mike gevonden, in stukken gehakt en verbrand. Deerfield ziet op de plaats delict meteen dat zijn zoon op een andere plaats is omgekomen en daarna versleept, om het onderzoek in handen van het leger te krijgen in plaats van de politie. Samen met Sanders bijt hij zich vast in de zaak om uit te zoeken wat er precies met zijn zoon gebeurd is. Ondertussen krijgt hij van een vriend gerestaureerde stukjes film opgestuurd die Mike met zijn telefoon gemaakt heeft in Irak.
Deerfields speurtocht leidt hem naar soldaten Steve Penning (Wes Chatham), Gordon Bonner (Jake McLaughlin) en Ennis Long (Mehcad Brooks). Zowel zij als de filmpjes op Mikes telefoon onthullen aan Deerfield dat zijn zoon een heel andere kant had dan die hij kende, wat niet losstond van de wreedheden waarmee Mike in de Irakoorlog te maken kreeg.

## Rolverdeling
- Jason Patric - luitenant Kirklander
- James Franco - sergeant Dan Carnelli
- Barry Corbin - Arnold Bickman
- Josh Brolin - commissaris Buchwald
- Frances Fisher - Evie
- Wayne Duvall - rechercheur Nugent
- Brent Briscoe - rechercheur Hodge
- Victor Wolf - soldaat Robert Ortiez

## Trivia
- Acteurs Lee Jones, Brolin, Corbin en Lamkin speelden allemaal in No Country for Old Men, een film die ook in 2007 verscheen.
- Het Elah uit de titel is de plaats waar het verhaal van David en Goliath uit de bijbel zich afspeelt.